# Stora Berkegöl (Kråksmåla socken, Småland)
Stora Berkegöl är en sjö i Nybro kommun i Småland och ingår i Alsteråns huvudavrinningsområde.